# Mary Anna Barbey
Mary Anna Barbey, née le 27 juillet 1936 à Durham en Caroline du Nord, est une enseignante et écrivain vaudoise.

## Biographie
Très tôt, sa famille s'établit à New Haven dans le Connecticut où son père était doyen de la faculté de théologie de l'université de Yale.
Mary Anna Barbey fait des études à la faculté de philosophie de Vassar College.
Elle découvre la Suisse en 1956, comme jeune fille au pair puis, en 1958, épouse le pasteur Clément Barbey. Sa nature combative l'amène à suivre une formation en planning familial et éducation sexuelle à Lausanne, domaines dans lesquels elle travaille, comme conseillère puis responsable de formation, pendant près de trente ans. Elle mène parallèlement une carrière de journaliste spécialisée en psychologie et sexologie. Elle participe activement à la création de l'Association suisse de planning familial et d'éducation sexuelle, devenue depuis "Santé sexuelle suisse".
En 1980, Mary Anna Barbey crée les premiers ateliers d'écriture en Suisse romande, dont l'objectif vise à favoriser l'expression personnelle des participants, essentiellement des femmes, tout en leur permettant d'acquérir des techniques littéraires et de communication. Elle s'est appuyée elle-même sur l'écriture pour raconter le décès de son mari dans le best-seller, Nous étions deux coureurs de fond.
Outre ses ouvrages journalistiques, son essai Eros en Helvétie (éditions Bertil Galland, 1981, réédité en 2009 avec une préface de Robert Dreyfuss aux éditions des sauvages) et sa suite Des cigognes à la santé sexuelle (éditions Réalités sociales 2012), Mary Anna Barbey a publié, aux éditions Zoé, deux récits autobiographiques Nous étions deux coureurs de fond (1985), Ma voix, ou celle d'Echo (1992) ainsi qu'un roman D'Amérique (1999), [Prix de la Société littéraire de Genève]). Aux mêmes éditions, elle a dirigé deux recueils de témoignages : 39-45, les femmes et la Mob (1989) et Femmes, corps et âmes (1997). Elle publie aux Éditions Plaisir de Lire un roman, Prosperity Mill (2004) et un récit, afrique (2006), aux éditions de Nemeton un autre récit, Les amants du bois sacré (2007), puis aux éditions des sauvages un roman policier swiss trafic (2013) et Tracer (2012), ouvrage relatant les ateliers d'écriture.

## Sources
- « Mary Anna Barbey », sur la base de données des personnalités vaudoises sur la plateforme « Patrinum » de la Bibliothèque cantonale et universitaire de Lausanne.
- Histoire de la littérature en Suisse romande, sous la dir. de R. Francillon, vol. 4, p. 226, 434
- Doris Jakubec, Daniel Maggetti, Solitude surpeuplée, un choix de textes, p. 180
- L'Hebdo, 2007/03/15 p. 88-89
- TSR Archives
- Interview de Mary Anna Barbey, écrivaine, au sujet de son livre "Prosperity Mill" - tsr.ch - vidéo - info - 12:45 le journal